# گلی بلاغ سفلی
گلی بلاغ سفلی یک روستا در ایران است که در بخش انجیرلو واقع شده‌است. گلی بلاغ سفلی ۵۲ نفر جمعیت دارد.